# سورة المعارج
سورة المعارج هي سورة مكية، من المفصل، آياتها 44 آية وترتيبها في المصحف 70، في الجزء التاسع والعشرين، بدأت بفعل ماض ﴿سَأَلَ سَائِلٌ بِعَذَابٍ وَاقِعٍ ۝١﴾ [المعارج:1]، نزلت بعد سورة الحاقة، وقبل سورة النبأ، اشتهرت تسميتها بـ: المعارج؛ في أغلب المصاحف، وسبب التسمية ورود لفظة المعارج في الآيات الأولى منها، ومعنى (المعارج): شبه سلَّم أو درجة تعرج عليه الأرواح إذا قُبِضت، ذكر جمهور المفسرين أنها نزلت في النضر بن الحارث، وورد في مناسبة السورة لما قبلها، أنها متممة لما ذكر في سورة الحاقة من وصف القيامة وعذاب النار، ومن أهم موضوعات سورة المعارج؛ إثبات البعث والجزاء، وإبراز لطبع الإنسان بين الأخلاق السيئة وبين الأخلاق الحسنة، وأهم مقاصدها، شرح وصية الله  لنبيه ﷺ بأن يظل صبوراً في مواجهة إهانات الكفار، وتحذر الإنسان من فتنة المال والدنيا.

## التعريف بسورة المعارج، وسبب التسمية

### سبب التسمية
سُميت هذه السورة في معظم المصاحف المشرقية والمغربية وفي معظم التفاسير سورة (المعارج)، لأنها تَضَمُّن على وصف حالة الملائكة في عروجها إلى السماء، ورود لفظة (المعارج) في الآيات الأولى منها في قوله :﴿مِنَ اللَّهِ ذِي الْمَعَارِجِ ۝٣﴾ [المعارج:3]، وتسمى سورة (المواقع)، وسورة ﴿سَأَلَ سَائِلٌ﴾ [المعارج:1]، وهذه الأسماء الثلاثة مقتبسة من كلمات وقعت في أولها، وأخصها بها جملة (سأل سائل)، لأنها لم يرد مثلها في غيرها من سور القرآن، إلا أنها غلب عليها اسم (سورة المعارج)، لأنه أخف.

### معنى المعارج
(المعارج): هو جمع كلمة معراج، ويمكن تفسيره أيضا على أنه درج، أو مكان صعود، والمعارج: المكانة أو الدرجات العالية لسكان الجنة.
ومن خلال أقوال اللغويين في معنى المعارج، في أصل وضعها في اللغة؛ يتناسب مع تسمية السورة بـ (المعارج)، أي المصاعد والمنازل العالية التي لا تعلوها منزلة، فهي مشتملة على الدلالتين (الحسية والمعنوية)، بما يتناسب مع مسماها.

## عدد آيات السورة وكلماتها، وحروفها

### عدد الآيات
(ثلاث وأربعون آية) في عد الشام، وعند جمهور الأمصار (أربع وأربعون آية)، ويقول الإمام الداني في كتابه (البيان في عد آي القرآن): "وهي أربعون وثلاث آيات في الشامي وأربع في عدد الباقين، اختلافها آية:﴿خَمْسِينَ أَلْفَ سَنَةٍ﴾ [المعارج:4] لم يعدها الشامي، وعدها الباقون، وليس فيها مما يشبه الفواصل شيء.

### عدد الكلمات
مئتان وست عشرة كلمة.

### عدد حروفها
ثماني مئة وأحد وستون حرفاً.

## مكان نزول السورة وترتيبها
مكان نزول السورة: نزلت سورة المعارج في مكة قبل هجرته ﷺ إلى المدينة، وقال الثعالبي: هي مكية بلا خلاف.
ومما يدل على مكيتها عناية السورة بتصحيح وتقرير العقيدة، التي هي من سمات وخصائص السور المكية، وكذلك عالجت السورة ما كان عليه أهل مكة من إنكار لليوم الآخر، وما فيه من البعث والحساب والجزاء، مع بيان صفات المؤمنين به والمنكرين لذلك اليوم، وحالهم فيه.
ترتيب السورة في المصحف: هي السورة السبعون، حسب ترتيب المصحف العثماني، أما ترتيبها في النزول فهي السورة الثامنة والسبعون، وكان نزولها بعد سورة الحاقة وقبل سورة النبأ.

## سبب نزول سورة المعارج
ذكر جمهور المفسرين أنها نزلت في النضر بن الحارث، حين قال:﴿وَإِذْ قَالُوا اللَّهُمَّ إِنْ كَانَ هَذَا هُوَ الْحَقَّ مِنْ عِنْدِكَ فَأَمْطِرْ عَلَيْنَا حِجَارَةً مِنَ السَّمَاءِ أَوِ ائْتِنَا بِعَذَابٍ أَلِيمٍ ۝٣٢﴾ [الأنفال:32]، فدعاء على نفسه وسأل العذاب فنزل به ما سأل يوم بدر فقتل صبرًا، ونزل فيه ﴿سَأَلَ سَائِلٌ بِعَذَابٍ وَاقِعٍ ۝١﴾ [المعارج:1].

## خصائص سورة المعارج
لقد اختصت سورة المعارج من بين سائر سور القرآن بعدد من الموضوعات والجمل والألفاظ، ومنها ما يلي:
1. سؤال سائل واحد عن عذاب االله .
2. وصف االله  بذي المعارج، وبرب المشارق والمغارب.
3. بيان عروج الملائكة والروح إلى ربهم في يوم كان مقداره خمسين ألف سنة.
4. وصف النار بأوصاف لم ترد في غيرها من القرآن منها.[3]

## مناسبة السورة لموضوعها ولما قبلها وبعدها

### مناسبتها السورة لما قبلها
1. هذه السورة متممة لما ذكر في سورة الحاقة من وصف القيامة وعذاب النار وجزاء المحسن وعقاب المسيء،[4] "وكان مما تحدثت عنه آيات سورة «الحاقة» ما يلقى الكافرين من عذاب ونكال يوم القيامة.. وأنهم يسحبون في سلاسل إلى النار، ويسجرون فيها، ثم يطعمون غسلينها وزقومها..، وهذا الحديث عن النار، وما يلقى فيها المكذبون بآيات الله وبرسل الله، من عذاب وهوان- هذا الحديث لا يلقى من المشركين إلا الهزء والسخرية، والتحدّي، لأنهم لا يؤمنون بالبعث.. ومن ثم فلا يصدقون بما وراء البعث من حساب وجزاء.. وإنه لتبلغ بهم الجرأة في التكذيب أن يقول قائلهم:﴿وَإِذْ قَالُوا اللَّهُمَّ إِنْ كَانَ هَذَا هُوَ الْحَقَّ مِنْ عِنْدِكَ فَأَمْطِرْ عَلَيْنَا حِجَارَةً مِنَ السَّمَاءِ أَوِ ائْتِنَا بِعَذَابٍ أَلِيمٍ ۝٣٢﴾ [الأنفال:32]، ولهذا جاءت سورة «المعارج» مفتتحة بهذا الوعيد، لتواجه به المكذبين بيوم القيامة، ولتلقاهم بالعذاب الذي أنذروا به، والذي يستعجلونه، هزؤا به، وسخرية منه، وبهذا نجد التلاحم بين السورتين.[14]
2. لما ختم أمر الطامة الكبرى في الحاقة حتى ثبت أمره، وتساوى سره وجهره، ودل عليها حتى لم يبق هناك نوع لبس في وجوب التفرقة في الحكمة بين المحسن والمسيء، وختم بأن ترك ذلك مناف للكمال فيما نتعارفه من أمور العمال بعد أن أخبر أنه يعلم أن منهم مكذبين، وكان السائل عن شيء يدل على أن السائل ما فهمه حق فهمه، ولا اتصف بحقيقة علمه، عجب في أول هذه السورة (المعارج) ممن سأل عنها فقال: {سأل}، ودل على أنه لو لم يسأل عنها إلا واحد من العباد لكان جديراً بالتعجب منه والإنكار عليه بالإفراد في قوله: {سائل} وهو من السؤال في قراءتي من خفف بإبدال الهمزة ألفاً ومن همز.[15]

### مناسبة السورة لما بعدها
ومناسبة سورة المعارج لما بعدها؛ فإنه لما أمر الله  نبيه ﷺ بالصبر في قوله :﴿فَاصْبِرْ صَبْرًا جَمِيلًا ۝٥﴾ [المعارج:5]، وجليل الإغضاء في قوله:﴿فَذَرْهُمْ يَخُوضُوا وَيَلْعَبُوا﴾ [المعارج:42]، أتبع ذلك بذكر قصة نوح ، وتكرر دعاء قومه إلى الإيمان وخص من خبره حاله في طول مدة التذكار والدعاء، لأنه المقصود في الموضع تسلية لنبيه ﷺ، وليتأسى به في الصبر والرفق في الدعاء، كما قيل له ﷺ في غير هذا الموضع:﴿فَاصْبِرْ كَمَا صَبَرَ أُولُو الْعَزْمِ مِنَ الرُّسُلِ وَلَا تَسْتَعْجِلْ لَهُمْ﴾ [الأحقاف:35]، وقوله :﴿فَلَا تَذْهَبْ نَفْسُكَ عَلَيْهِمْ حَسَرَاتٍ﴾ [فاطر:8]، فقد دام دعاء نوح قومَه أدوم من مدتك، ومع ذلك فلم يزدهم إلا فرارا:﴿قَالَ رَبِّ إِنِّي دَعَوْتُ قَوْمِي لَيْلًا وَنَهَارًا ۝٥ فَلَمْ يَزِدْهُمْ دُعَائِي إِلَّا فِرَارًا ۝٦ وَإِنِّي كُلَّمَا دَعَوْتُهُمْ لِتَغْفِرَ لَهُمْ جَعَلُوا أَصَابِعَهُمْ فِي آذَانِهِمْ وَاسْتَغْشَوْا ثِيَابَهُمْ وَأَصَرُّوا وَاسْتَكْبَرُوا اسْتِكْبَارًا ۝٧﴾ [نوح:5–7].
ثم مضت آي السورة على هذا المنهج من تجديد الِإخبار بطول مكابدته ، وتكرار دعائه، فلم يزدهم ذلك إلا بعدا وتصميما على كفرهم حتى أخذهم الله وأجاب فيهم دعاء نبيه نوح :﴿وَقَالَ نُوحٌ رَبِّ لَا تَذَرْ عَلَى الْأَرْضِ مِنَ الْكَافِرِينَ دَيَّارًا ۝٢٦﴾ [نوح:26]، وذلك ليأسه من فلاحهم، وانجر في هذا حض نبينا ﷺ على الصبر على قومه والتحمل منهم كما صرح به في قوله:﴿خُذِ الْعَفْوَ وَأْمُرْ بِالْعُرْفِ وَأَعْرِضْ عَنِ الْجَاهِلِينَ ۝١٩٩﴾ [الأعراف:199].

## مقاصد سورة المعارج
1. شرح السورة لوصية الله  لنبيه ﷺ بأن يظل صبوراً في مواجهة إهانات الكفار.[6]
2. إثبات يوم القيامة وإنذار من كفر بها.[17]
3. تصوير يوم الحساب بأنه شاق وعسير على الكافرين، فمقداره عليهم خمسون ألف سنة،[18] ومقابلة ذلك بأعمال المؤمنين التي أوجبت لهم دار الكرامة وهي أضداد صفات الكافرين.[9]
4. الرد على شبهات وتساؤلات الكفار والمشركين، وخاصة فيما يتعلق بالجانب الغيبي وهو اليوم الآخر وما فيه من البعث والنشور والحساب والجزاء للمؤمنين والكفار، ولهذا فإنه يمكننا القول بأن المقصد الأعظم من هذه السورة هو بيان حقيقة اليوم الآخر، وصفات المؤمنين به، والمنكرين له، ومآلهم فيه.[3]
5. بيان أن الإنسان جبل وفطر على الحزن والجزع عند المصيبة والبلاء كما خلق على الشح والبخل عند النعماء والاستغناء، ولكن الله تعبده بإنفاق ما يحب والصبر على ما يكره، وأرشده إلى ما يثبته ويصبره عند النوازل فلا يجزع، وإلى ما يدفعه إلى البذل والعطاء إذا استغنى فلا يشح ولا يمنع.[18]
6. تحذير الإنسان من فتنة المال والدنيا.[7]
7. التذكير بعظمة االله ، وبيان مظاهر قدرته التي لا يعجزها شيء، وأن كل ما في هذا الكون لا يخرج عن إرادته ومشيئته، وترى هذا المقصد واضحا من بداية السورة إلى نهايتها.[3]
8. حثّ النبي ﷺ أن يترك هؤلاء الكفرة المكذبين ولا يلقي بالا إلى ما يخوضون فيه من الباطل واللهو حتى يصيروا إلى يوم الحساب الذي يخرجون فيه من قبورهم مسرعين وقد خضعت وذلت أبصارهم واتجهت إلي الأرض فلا يرفعونها خجلا وخزيا فضلا عما يغشاهم ويجللهم من الذل والمهانة، وهذا هو اليوم الذي هددوا به في الدنيا ولكنهم كانوا يسخرون به ويكذبون.[18]

## المحتوى العام للسورة
تحتوي سورة المعارج على ثلاثة مواضيع رئيسية:
- الموضوع الأول: اليوم الآخر وحال المجرم فيه.
- الموضوع الثاني: المؤمنون باليوم الآخر صفاتهم وحالهم فيه.
- الموضوع الثالث: المنكرون لليوم الآخر وبعض أحوالهم.[3]

وقال الزحيلي في بيان ما احتوت عليه السورة: هذه السورة كبقية السور المكية تتحدث عن أصول العقيدة الصحيحة، وفي قمتها إثبات البعث والنشور، والجزاء والحساب، وأوصاف العذاب والنار، فقد شرعت السورة ببيان موقف أهل مكة من دعوة الرسول الله ﷺ واستهزائهم به، وسؤال الكفار عن عذاب الله واستعجالهم به استهزاء وسخرية وعنادا متمثلا ذلك بالنضر بن الحارث بن كلدة حين طلب إيقاع العذاب، والعذاب واقع بهم.
ثم وصف يوم القيامة وأهواله، والنار وعذابها، وأحوال المجرمين في ذلك اليوم الرهيب:﴿يَوْمَ تَكُونُ السَّمَاءُ كَالْمُهْلِ ۝٨﴾ [المعارج:8] وناسب ذلك الحديث الاستطرادي عن طبيعة الإنسان وصفاته التي أوجبت له النار، ومدارها الجزع عند الشدة، والبطر عند النعمة، والبخل والشح عند الحاجة والأزمة وعلاج الفقر.
إن الإنسان خلق هلوعا، واستثنت من ذلك المؤمنين المصلين الذين يتحلون بمكارم الأخلاق، فيؤدون حقوق الله وحقوق العباد معا فيستحقون الخلود في الجنان:﴿إِلَّا الْمُصَلِّينَ ۝٢٢ الَّذِينَ هُمْ عَلَى صَلَاتِهِمْ دَائِمُونَ ۝٢٣﴾ [المعارج:22–23].
ثم نددت السورة بالكفار، وهددتهم بالفناء والتبديل، وأوعدتهم بما يلاقونه يوم القيامة، ووصفت أحوالهم السيئة في الآخرة وقت البعث والنشور:﴿فَمَالِ الَّذِينَ كَفَرُوا قِبَلَكَ مُهْطِعِينَ ۝٣٦﴾ [المعارج:36].

## الناسخ والمنسوخ في السورة
"فيها آيتان منسوختان:
1. الآية الأولى قوله :﴿فَاصْبِرْ صَبْرًا جَمِيلًا ۝٥﴾ [المعارج:5] نسخ الصبر منها بقوله :﴿فَاقْتُلُوا الْمُشْرِكِينَ حَيْثُ وَجَدْتُمُوهُمْ﴾ [التوبة:5].
2. الآية الثانية قوله :﴿فَذَرْهُمْ يَخُوضُوا وَيَلْعَبُوا حَتَّى يُلَاقُوا يَوْمَهُمُ الَّذِي يُوعَدُونَ ۝٤٢﴾ [المعارج:42]، نسخ الله ذلك النهي بآية السيف.[20]

## اللغة في سورة المعارج
(الْمَعارِجِ) المصاعد جمع معرج، وورد في كتب اللغة ومعجمات العربية؛ أن المعارج: السُّلم والمصاعد، والمنازل العالية، ومنه ليلة المعراج.
(المهل): دردي الزيت أو ذائب الفضة وقد تقدم ذكره في سورة الدخان.
(العهن): الصوف على الإطلاق دون تقييد أو المصبوغ بالأحمر أو بشتى الألوان أقوال.
(وفصيلته): الفصيلة العشيرة وقال ثعلب الآباء الأدنون فهي فعيلة بمعنى مفعولة أي مفعول منها.
(لَظى): اسم جهنم لأنها تتلظى أي تتلهب على من يصلاها.
(لِلشَّوى): الشوى جمع شواة وهي جلدة الرأس.
(والهلوع): الضجور وصفته كما قَالَ اللَّه:﴿إِذَا مَسَّهُ الشَّرُّ جَزُوعًا ۝٢٠ وَإِذَا مَسَّهُ الْخَيْرُ مَنُوعًا ۝٢١﴾ [المعارج:20–21]، فهذه صفة الهلوع، وَيُقَال مِنْهُ: هِلع يهلَع هلَعًا مثل: جزِع يجزع جزعًا.
(مُهْطِعِينَ): مسرعين نحوك مادّي أعناقهم مقبلين بأبصارهم عليك فهي من الكلمات التي يحتاج تفسيرها إلى جمل، وفي القاموس: "هطع كمنع هطعا وهطوعا أسرع مقبلا خائفا وأقبل ببصره على الشيء لا يقلع عنه وهطع مدّ عنقه وصوّب رأسه كاستهطع، وكأمير: الطريق الواسع، وكمحسن: من ينظر في ذل وخضوع لا يقلع بصره أو الساكت المنطلق إلى من هتف به، وبعير مهطع في عنقه تصويب خلقة.
(عِزِينَ): واحدةُ "العِزِينَ": العِزَةُ، مثل "ثُبَة" و"ثُبِين".

## البلاغة في السورة
﴿سَأَلَ سَائِلٌ﴾ [المعارج:1]: جناس اشتقاق، وكذا بين المعارج وتعرج، تعرج الملائكة والروح أي جبريل: عطف خاص على عام تنبيها على شرفه وفضله، يوم تكون السماء كالمهل، وتكون الجبال كالعهن تشبيه مرسل مجمل، لحذف وجه الشبه، لو يفتدي من عذاب يومئذ ببنيه وصاحبته وأخيه ومن في الأرض.. عموم بعد خصوص لبيان هول الموقف، إنها لظى، نزاعة للشوى، تدعوا من أدبر وتولى إلخ سجع مرصع.
﴿تَعْرُجُ الْمَلَائِكَةُ وَالرُّوحُ إِلَيْهِ فِي يَوْمٍ كَانَ مِقْدَارُهُ خَمْسِينَ أَلْفَ سَنَةٍ ۝٤﴾ [المعارج:4]: فن التمثيل فليس المراد حقيقة ذلك العدد بل المراد الإشارة إلى أنه يبدو للكافر طويلا لما يلقاه خلاله من الهول والشدائد فلا تنافي مع آية السجدة «في يوم كان مقداره ألف سنة» والعرب تصف أيام الشدّة بالطول وأيام الفرح بالقصر.
﴿إِنَّهُمْ يَرَوْنَهُ بَعِيدًا ۝٦ وَنَرَاهُ قَرِيبًا ۝٧﴾ [المعارج:6–7]: (بعيداً) هنا كناية عن معنى الإحالة لأنهم لا يؤمنون بوقوع العذاب الموعود به، ولكنهم عبروا عنه ببعيد تشكيكا للمؤمنين فقد حكى الله عنهم أنهم قالوا:﴿أَئِذَا مِتْنَا وَكُنَّا تُرَابًا ذَلِكَ رَجْعٌ بَعِيدٌ ۝٣﴾ [ق:3]، واستعمل (قريباً) كناية عن تحقق الوقوع على طريق المشاكلة التقديرية والمبالغة في التحقق، وبين بعيدا وقريبا محسن الطباق.
﴿يَوْمَ تَكُونُ السَّمَاءُ كَالْمُهْلِ ۝٨ وَتَكُونُ الْجِبَالُ كَالْعِهْنِ ۝٩﴾ [المعارج:8–9]: تشبيه مرسل مجمل، لحذف وجه الشبه، وفي قوله :﴿لَوْ يَفْتَدِي مِنْ عَذَابِ يَوْمِئِذٍ بِبَنِيهِ ۝١١ وَصَاحِبَتِهِ وَأَخِيهِ ۝١٢ وَفَصِيلَتِهِ الَّتِي تُؤْوِيهِ ۝١٣ وَمَنْ فِي الْأَرْضِ﴾ [المعارج:11–14]: عموم بعد خصوص لبيان هول الموقف.
وفي تكرير الصلاة: مبالغة لا تخفى اهتماما بشأنها وتنويها بفضلها، ويضاف إلى التكرير تصدير الجملة بالضمير وبناء الجملة عليه وتقديم الجار والمجرور على الفعل وفعلية الخبر فتفيد الجملة الاسمية الدوام والاستمرار وتفيد الجملة الفعلية التجدّد مع الاستمرار، وهذا نمط عجيب انفرد به كتاب الله.
﴿إِذَا مَسَّهُ الشَّرُّ جَزُوعًا ۝٢٠ وَإِذَا مَسَّهُ الْخَيْرُ مَنُوعًا ۝٢١﴾ [المعارج:20–21]: بينهما مقابلة.
﴿أَيَطْمَعُ كُلُّ امْرِئٍ مِنْهُ﴾ [المعارج:38]: استفهام إنكاري للتقريع والتوبيخ.
﴿كَلَّا إِنَّا خَلَقْنَاهُمْ مِمَّا يَعْلَمُونَ ۝٣٩﴾ [المعارج:39]: كناية عن المني، مع نزاهة التعبير، وحسن التذكير.
﴿كَأَنَّهُمْ إِلَى نُصُبٍ يُوفِضُونَ﴾ [المعارج:43]: تشبيه مرسل مجمل، وفي التشبيه تهكم بهم، وتعريض بسخف عقولهم، وتجهيل لهم بعبادة غير الله.

## القراءات لبعض الكلمات في السورة
﴿سَأَلَ سَائِلٌ﴾ [المعارج:1]: قَرَأَ نَافِع وَأَبُو جَعْفَر وَابْن عَامر: (سَالَ) بِأَلف سَاكِنة بَدَلا من الْهمزَة، وَالْبدل مسموع وَالْبَاقُونَ بِهَمْزَة، وَحَمْزَة يَجْعَلهَا فِي الْوَقْف بَين بَين.
{تَعْرُج}: قرأ الْكسَائي: (يعرج) بِالْيَاءِ، وَالْبَاقُونَ بِالتَّاءِ.
{وَلَا يسْأَل}: قرأ أَبُو جَعْفَر بِضَم الْيَاء وَالْبَاقُونَ بِفَتْحِهَا.
{يَوْمِئِذٍ}: قرأ نافع وعلي بفتح الميم والباقون بالكسر.
{نَزَّاعَةً لِلشَّوى}: قرأ حفص وحده بالنصب، والشاهد: ونزاعة نصب الرفع، ولاحظ الغنة وهى على القراءتين، و {للشوى}: ما شرح في لظى، ويسهل الجمع بعد ذلك.
و (تولى) و (فأوعى) على أصلهم وورش وَأَبُو عَمْرو بَين بَين، وَالْبَاقُونَ بإخلاص الْفَتْح.
{بشهاداتهم}: قرأ حَفْص وَيَعْقُوب بِالْألف على الْجمع، وَالْبَاقُونَ بِغَيْر ألف على التَّوْحِيد.
{إِلَى نصب}: بِضَم النُّون وَالصَّاد، وَالْبَاقُونَ بِفَتْح النُّون وَإِسْكَان الصَّاد.

## الفوائد الفقهية في السورة
- الآية الأولى: قوله :﴿إِلَّا الْمُصَلِّينَ ۝٢٢ الَّذِينَ هُمْ عَلَى صَلَاتِهِمْ دَائِمُونَ ۝٢٣﴾ [المعارج:22–23]، وفيها مسألتان:

1. المسألة الأولى: قال ابن عباس: هي الصلوات الخمس، وقال ابن مسعود والليث: هي المواقيت، وقال ابن جريج: هي النوافل. فأما قول ابن جريج إنه النفل فهو قول حسن فإنه لا فرض لمن لا نفل له.
2. المسألة الثانية: قال عقبة بن عامر: في قوله:﴿الَّذِينَ هُمْ عَلَى صَلَاتِهِمْ دَائِمُونَ ۝٢٣﴾ [المعارج:23]، قال: هم الذين إذا صلوا لا يلتفتون يمينا ولا شمالا ولا خلف، وينظر إلى قوله:﴿الَّذِينَ هُمْ عَنْ صَلَاتِهِمْ سَاهُونَ ۝٥﴾ [الماعون:5]؛ فإن الملتفت ساه عن صلاته، وفي الصحيح أن أبا بكر الصديق كان لا يلتفت في صلاته، فكان عليها دائما ولها مراعيا، والآية عامة في المحافظة عليها، وعلى مواقيتها، على فرضها ونفلها.[27]

- الآية الثانية: قوله :﴿وَالَّذِينَ فِي أَمْوَالِهِمْ حَقٌّ مَعْلُومٌ ۝٢٤﴾ [المعارج:24].

قال القرطبي: يريد الزكاة المفروضة، ونقل القرطبي هذا القول عن قتادة وابن سيرين، وقال مجاهد: سوى الزكاة، وقال علي بن أبي طلحة عن ابن عباس: صلة رحم وحمل الكَل، والأول أصح، لأنه وصف الحق بأنه معلوم، وسوى الزكاة ليس بمعلوم، إنما هو على قدر الحاجة، وذلك يقل ويكثر.

## المؤلفات في سورة المعارج
1. التناسق الموضوعي في سورتي التحريم والمعارج، للباحث: عمر بن معيوض بن عايض الحسيني السلمي، رسالة ماجستير في التفسير وعلوم القرآن، بجامعة أم القرآن -كلية الدعوة وأصول الدين-، سنة 1434هـ - 1435هـ.
2. المصدر المؤول في سورة المعارج –دراسة لغوية سياقية-، د. حنان عبد الغفار حسين الطحاوي، مجلة كلية اللغة العربية بالمنوفية، العدد السابع والثلاثون، ديسمبر 2022م.
3. صفات المصلين من خلال سورة المعارج –دراسة موضوعية-، د. إبراهيم بن محمد الدومري، كلية أصول الدين بجامعة الإمام محمد بن سعود الإسلامية.
4. تقرير طبع الإنسان من خلال سورة المعارج -دراسة موضوعية-، د. شريف بن علي أبو بكر، مجلة الفرائد في البحوث الإسلامية والعربية، المجلد الرابع، إصدار يونيو 2023م  (ص: 337).
5. الدراسة التحليلية لألفاظ التضادات في ىسورة المعارج، علي الخلي، مجلة تعليم اللغة العربية وآدابها، 2023م.
6. تفسير سورة المعارج –دراسة موضوعية-، مجلة الشرق القرآنية –كلية علوم القرآن إندونيسيا-، العدد الثاني، المجلد الثاني، 2020م.
7. معاني حروف الزيادة في سورة المعارج، د. عبد العزيز بن عمر عماري، مجلة كلية اللغة العربية بإيتاي الباررود، العدد السادس، مايو 2023م.

## وصلات خارجية
- سورة المعارج: تجويد-تفسير - موقع Altafsir.com